# 1581
Năm 1581 (số La Mã: MDLXXXI) là một năm thường bắt đầu vào ngày Chủ nhật trong lịch Julius.

## Sự kiện
- Mùa thu năm 1581, nhà Mạc đánh các huyện ven sông ở Thanh Hóa. Quân Lê - Trịnh phản công và quân Mạc thua, phải rút về Thăng Long.